# Raymond De Bondt
Raymond De Bondt (Oostende, 24 oktober 1944) is emeritus gewoon hoogleraar aan de KU Leuven, Faculteit Economie en Bedrijfswetenschappen, Departement Bedrijfseconomie, Strategie en Innovatie.
De Bondt studeerde handelsingenieur in Leuven en deed zijn doctorale studies als Ford Foundation (New York) fellow aan de Kellogg School of Management, Northwestern University, waar hij in 1975 promoveerde tot "Ph.D. in Managerial Economics" met een proefschrift over "Topics in the Theory of Limit Pricing, Excess Capacity and Cartel Stability."
Hij heeft ook gedoceerd aan de Ufsia in Antwerpen, de School of Management van de Universiteit van Californië in Los Angeles, de Vlerick Leuven Gent School of Management in Leuven en Sint-Petersburg, de School of Business van de Sun Yat-sen Universiteit in Guangzhou (China), en de Kellogg School of Management in Evanston en Tel Aviv. 
Hij was president van de "European Association for Research in Industrial Economics (EARIE)" (1993-1995), decaan van de Faculteit Economie en Toegepaste Economie van de KU Leuven (1994-1997), Voorzitter van "Leuven Research and Development (LRD)" (1995-2005), Voorzitter van de Vereniging voor Economie (1987-1989), afgevaardigd bestuurder van het "KULeuven Innovation and Incubation Center" (2007-2015), bestuurslid van "Life Science research Partners LSRP " (2007-2017). Ook is hij lid van het bestuur van het Husserl-Archief, vzw aan de KU Leuven.    De Bondt was hoofdredacteur van het Tijdschrift voor Economie en Management  1982-1991, en Managing editor. van de "International Journal of Industrial Organization" 1993-1996.
De Bondt was wetenschappelijk coördinator van het 19e Vlaams Wetenschappelijk Economisch Congres te Leuven over "Overheidsinterventies"; en hij trad op als voorzitter van het 23ste Vlaams Wetenschappelijk Economisch Congres over "Informatie en kennis in de economie". 
Zijn veel geciteerde academische publicaties in internationale tijdschriften omvatten bijdragen in de bedrijfseconomie en industriële economie over onder andere de invloed van nieuwe concurrentie, gevolgen van prijsregulering, en structurele en strategische determinanten van innovatieve en coöperatieve activiteiten en prijszetting.

## Enkele publicaties
boeken
- De Bondt, R. 1987, Fundamentele bedrijfseconomie, Universitaire Pers Leuven.
- De Bondt, R. en L. Sleuwaegen, 1988, Innovatie en multinationals, Universitaire Pers Leuven.
- De Bondt, R., 2000, Met vrije handen, Lannoo.
- De Bondt, R., 2006, Theorie van de Industriële Organisatie, Alta.
- De Bondt, R;, 2006, Elementen van bedrijfseconomie, Alta.

artikels
- De Bondt R. and J. Vandekerckhove, 2012, Reflections on the Relation between Competition and Innovation, Journal of Industry, Competition and Trade,  12, 7-19.
- De Bondt R., Slaets P. and B. Cassiman, 1992, The Degree of Spillovers and the Number of Rivals for Maximum Effective R&D , International Journal of Industrial Organization 10, 35-54.
- De Bondt R., Sleuwaegen L. and R. Veugelers, 1988, Innovative Strategic Groups in Multinational Industries, European Economic Review 32, 905-925. Nominated for the Hicks-Tinbergen medal of papers published in the European Economic Review 1966-1990.

- Gemeinsame Normdatei: 170038610
- International Standard Name Identifier: 0000 0000 2939 4526
- Library of Congress Control Number: n90632549
- Nederlandse Thesaurus van Auteursnamen: 069628882
- Virtual International Authority File: 58235324
- WorldCat: E39PBJqfK39fpVdbvXK86Fmrv3